# Josef Prinke
Josef Prinke (* 3. května 1891 , Most - 26. června 1945 , Praha ) byl českoněmecký malíř, grafik a ilustrátor.

## Život
Josef Prinke se narodil do chudých poměrů a nemohl si dovolit studovat. Byl jedním ze šesti dětí hajného, kterého v roce 1907 zastřelil pytlák. Proto ani nedokončil gymnázium a v roce 1911 odešel k vojsku. Na počátku 1. světové války byl při prvním nasazení na srbské frontě velmi těžce zraněn a až do konce války se zotavoval. V té době se mu dostala do rukou kniha Rudolfa Steinera Jak dosáhnout poznání vyšších světů, která ovlivnila rozhodnutí stát se malířem. Jako válečný invalida byl přijat na pražskou Akademii do ateliéru Augusta Brömse. Ten si svého žáka velmi cenil a již během studia mu doporučil vystavovat.
Po absolvování Akademie (1918-1921) se v letech 1923-1924 osobně stýkal s Rudolfem Steinerem ve Švýcarsku a byl ovlivněn jeho antroposofickým učením. Po návratu do Prahy vedl kursy malování pro Čechy i Němce a měl několik samostatných výstav, pořádaných Krasoumnou jednotou v Rudolfinu (1920, 1922, 1925, 1928, 1937). Zemřel po 2. světové válce na následky týrání v českém koncentračním táboře 26. června 1945. Část díla Josefa Prinke zachránila jeho manželka Agnes Prinke, které se podařilo uprchnout z Prahy do Německa. Velkou část pozůstalosti - celkem 244 prací zahrnujících figurální kresby, akvarely tempery a olejomalby má ve své sbírce Památník národního písemnictví.

## Dílo
Prinkeho malbu, která je více senzitivní než racionální, významně ovlivnilo antroposofické učení Rudolfa Steinera. Jeho zacházení s barvou je právě tak rozhodné a energické jako pečlivé a zdrženlivé. Experimentoval s výtvarnými technikami a jeho dílo má stylové rozpětí od realistických studií po spirituální malby na pomezí abstrakce. Mnohé z jeho obrazů jsou zvláštním způsobem zároveň nenápadné a přesto živě zářivé.

### Zastoupení ve sbírkách
- Památník národního písemnictví
- Galerie umění Karlovy Vary
- Soukromé sbírky v Čechách a Německu

## Galerie

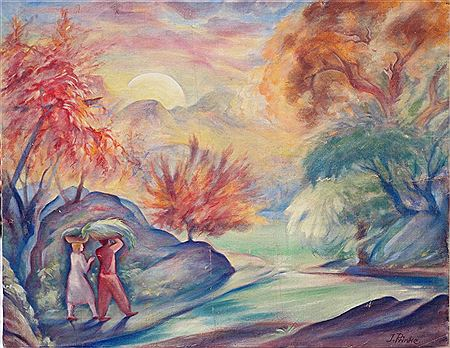
Prinke Josef - Během západu slunce
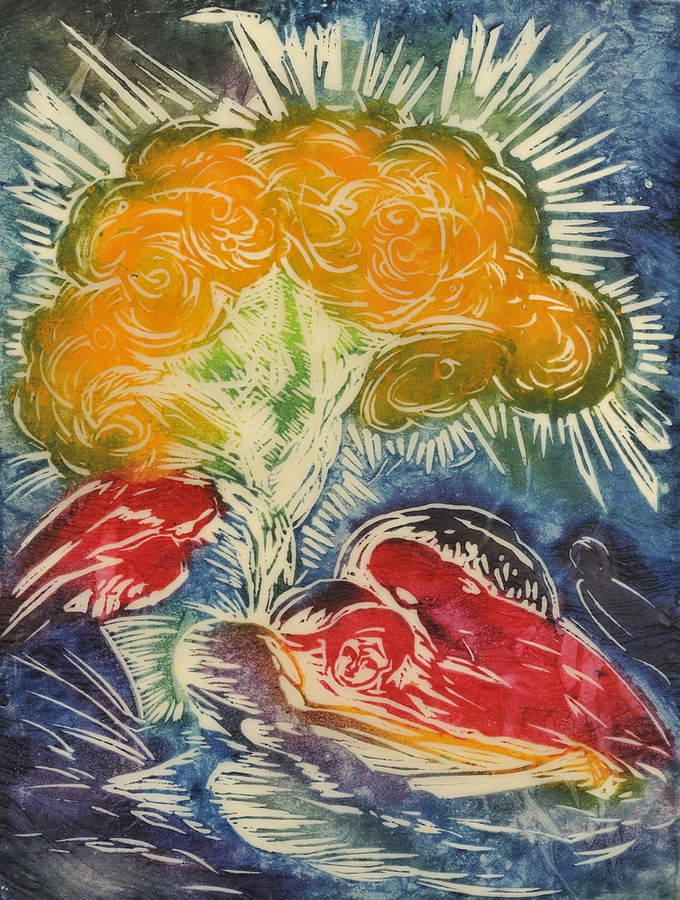
Prinke Josef - Ilustrace k Morgensternovi (ručně kolorovaný dřevořez) po 1918
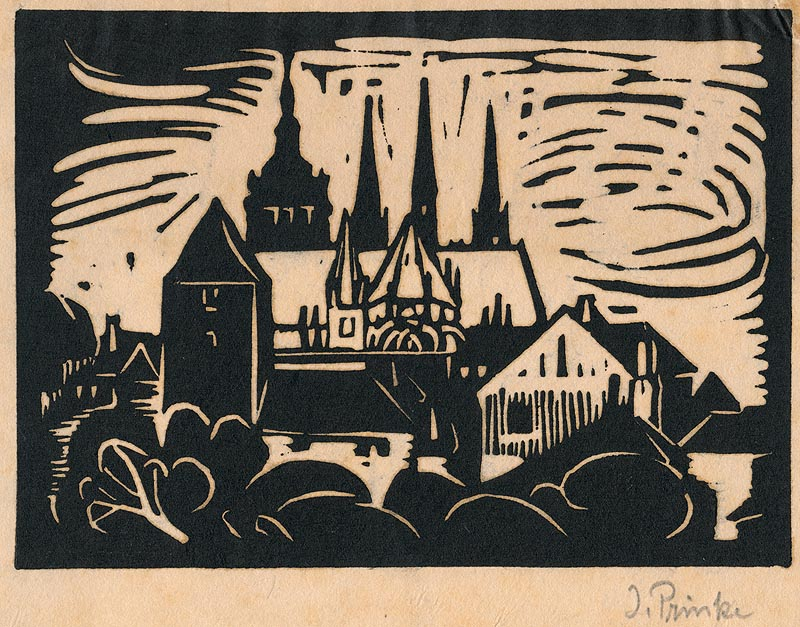
Prinke Josef - Hradčany (linoryt)
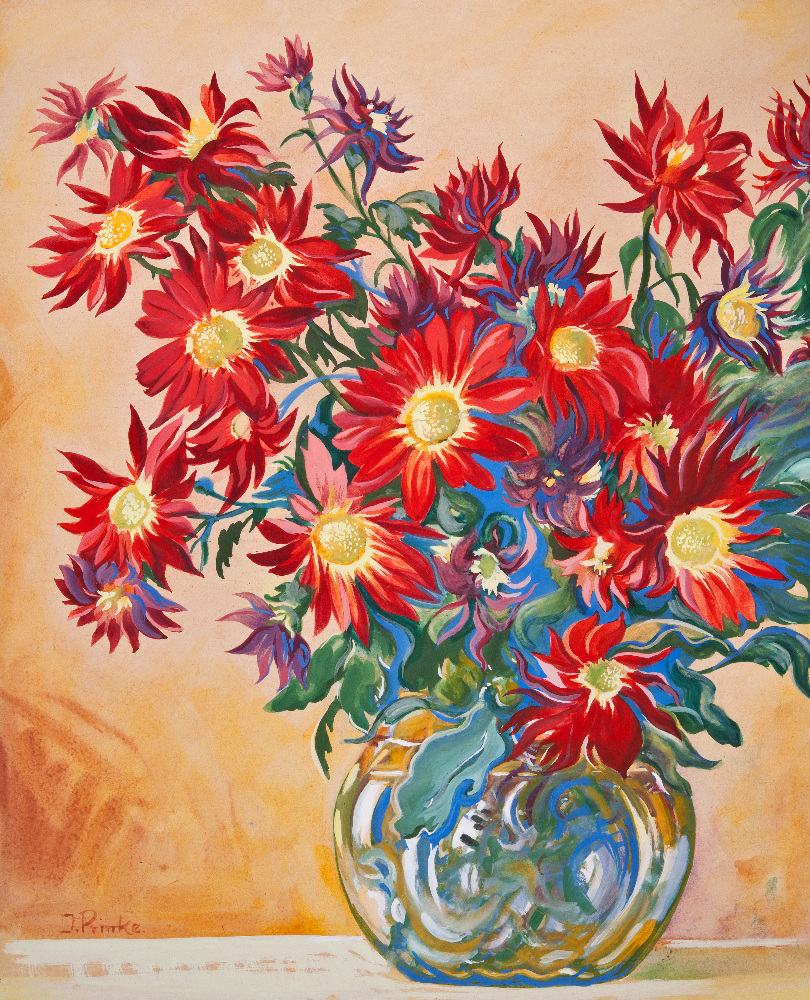
Prinke Josef - Květiny
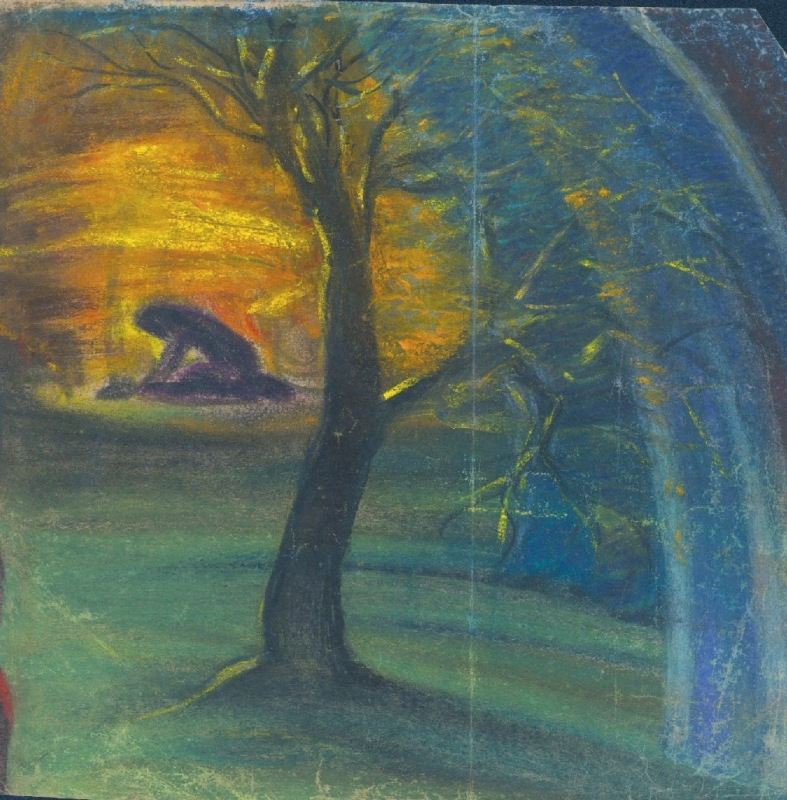
Josef Prinke - Symbolistní krajina (pastel)